# Enicospilus bacillaris
Enicospilus bacillaris là một loài tò vò trong họ Ichneumonidae.